# Gavà
Gavà (em catalão e oficialmente) ou Gavá (em castelhano) é um município da Espanha na comarca de Baix Llobregat, província de Barcelona, comunidade autónoma da Catalunha. Tem 30,76 km² de área e em 2021 tinha 46 931 habitantes (densidade: 1 525,7 hab./km²).
Situa-se perto de Barcelona, entre o maciço de Garraf e o  delta do Llobregat.